# الخانقاه الجاولية
الخانقاه الجاولية في مراسينة، الآ خذ من ميدان السيدة الزينب إلى القلعة وهي مبنية ربوة عالية

## تاريخها
إقترن اسم هذة الخانقاه بشخصيتين كبيريتين أولاهما من عرفت به وهو الأمير الكبير سنجر الجاولى الشافعي و الشخصية الثانية الأمير سيف الدين سلار نائب السلطنة.